# Gabriella Wirth
Gabriella Wirth (* 5. Juli 1971 in Budapest) ist eine ungarische Tischtennisspielerin. Sie gehörte Ende der 1980er und Anfang der 1990er Jahre zur europäischen Spitze.

## Jugend
Mit sechs Jahren kam die Linkshänderin Gabriella Wirth zum Tischtennis. Sie schloss sich dem Verein Statisztika Petőfi SC an. 1986 gewann sie bei der Schüler-Europameisterschaft drei Titel, nämlich im Einzel, im Doppel (mit Judit Marosi) und mit der Mannschaft. Ein Jahr später gewann sie wieder den Einzel- und Doppelwettbewerb (mit Vivien Ello).
Bei der Jugend-EM holte sie Titel 1988 im Doppel mit Agnes Hegedus sowie 1989 im Einzel, im Doppel mit ihrer Schwester Veronika und mit der Mannschaft. Im europäischen Ranglistenturnier Europe TOP-12 belegte sie 1989 Platz 1.

## Erwachsene
Erstmals sorgte Gabriella Wirth 1990 für Aufsehen, als sie für das Ranglistenturnier Europe TOP-12 als Ersatzspielerin nachnominiert wurde und dieses Turnier auf Anhieb gewann. Ein Jahr später erreichte sie hinter Mirjam Hooman Platz 2.
Von 1988 bis 1992 war sie auf drei Europameisterschaften vertreten. Dabei wurde sie 1990 Europameisterin im Doppel mit Csilla Bátorfi und mit dem ungarischen Team. Zweimal wurde sie EM-Vizemeisterin, 1990 im Mixed mit Jean-Michel Saive und 1992 im Doppel (mit Csilla Bátorfi) (trotz monatelanger depressiver Krankheit).
1989, 1991 und 1995 nahm sie an Weltmeisterschaften teil. Dabei kam sie 1991 im Doppel ins Viertelfinale.

## Privat
Gabriella Wirth hat eine ein Jahr jüngere Schwester namens Veronika, die Ende der 1980er Jahre einige Erfolge bei europäischen Wettbewerben erzielte.

## Turnierergebnisse
| Verband | Veranstaltung                         | Jahr | Ort                    | Land | Einzel     | Doppel        | Mixed     | Team |
| ------- | ------------------------------------- | ---- | ---------------------- | ---- | ---------- | ------------- | --------- | ---- |
| HUN     | Europameisterschaft                   | 1992 | Stuttgart              | GER  |            | Silber        |           |      |
| HUN     | Europameisterschaft                   | 1990 | Göteborg               | SWE  | Halbfinale | Gold          | Silber    | 1    |
| HUN     | Europameisterschaft                   | 1988 | Paris                  | FRA  | letzte 16  |               |           |      |
| HUN     | Jugend-Europameisterschaft (Kadetten) | 1986 | Louvin La Neuve        | BEL  | Gold       | Gold          |           | 1    |
| HUN     | Jugend-Europameisterschaft (Junioren) | 1989 | Kockelschever          | LUX  | Gold       | Gold          |           | 1    |
| HUN     | Jugend-Europameisterschaft (Junioren) | 1988 | Novi Sad               | YUG  | Halbfinale | Gold          |           |      |
| HUN     | EURO-TOP12                            | 1991 | Hertogenbosch          | NED  | 2          |               |           |      |
| HUN     | EURO-TOP12                            | 1990 | Hannover               | FRG  | 1          |               |           |      |
| HUN     | Weltmeisterschaft                     | 1995 | Tianjin                | CHN  | letzte 128 | letzte 32     | letzte 64 | 7    |
| HUN     | Weltmeisterschaft                     | 1991 | Chiba City             | JPN  | letzte 64  | Viertelfinale | letzte 32 | 4    |
| HUN     | Weltmeisterschaft                     | 1989 | Dortmund               | FRG  | letzte 32  | letzte 16     | letzte 32 | 4    |
| HUN     | World Doubles Cup                     | 1990 | Seoul                  | KOR  |            | Viertelfinale |           |      |
| HUN     | WTC-World Team Cup                    | 1990 | Hokkaido, Aomori, Niig | JPN  |            |               |           | 5    |